# جيم كينان
جيم كينان (بالإنجليزية: Jim Keenan)‏ هو لاعب كرة قاعدة أمريكي، ولد في 10 فبراير 1858 في نيو هيفن في الولايات المتحدة، وتوفي في 21 سبتمبر 1926 في سينسيناتي في الولايات المتحدة.

## وصلات خارجية
- جيم كينان على موقعبيزبول رفرنس.كوم (الدوري الرئيسي) (الإنجليزية)
- جيم كينان على موقعبيزبول رفرنس.كوم (الدوري الثانوي) (الإنجليزية)